# Pennadam

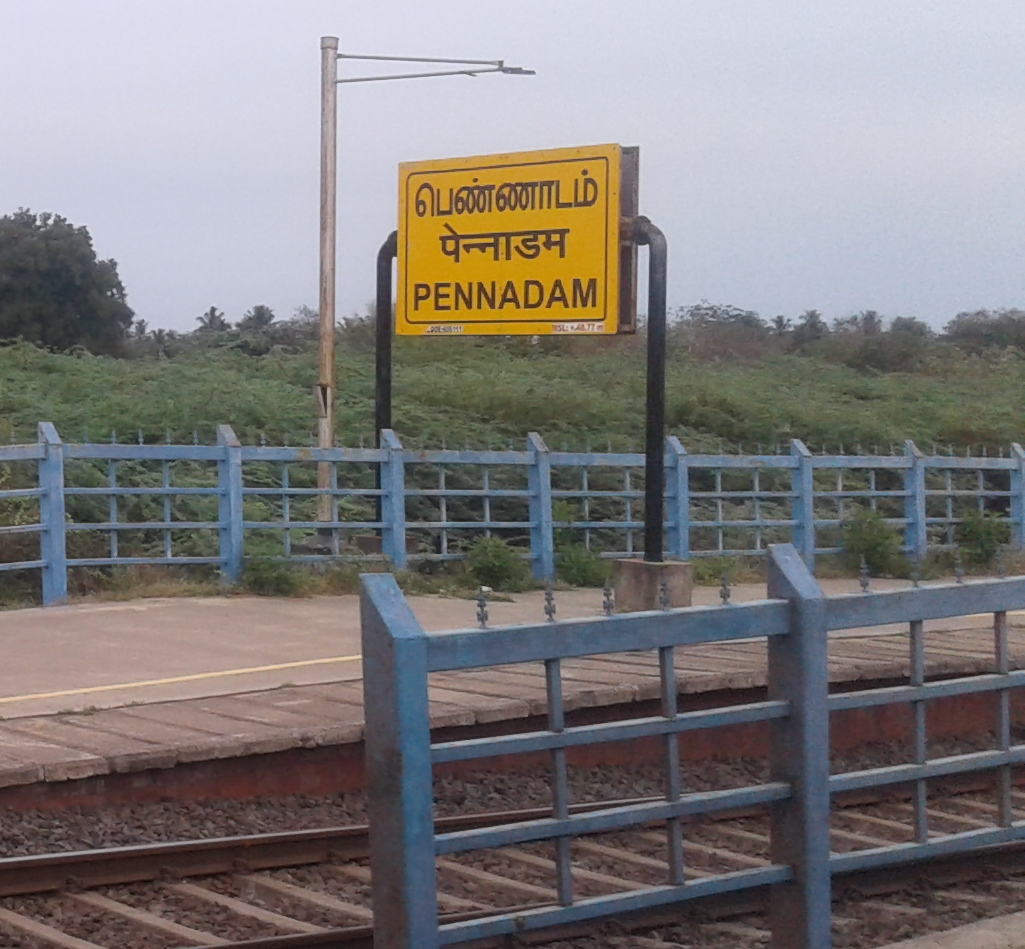
Pennadam Estação Ferroviária

Pennadam é uma panchayat (vila) no distrito de Cuddalore, no estado indiano de Tamil Nadu.

## Geografia
Pennadam está localizada a 11° 24′ N, 79° 14′ L. Tem uma altitude média de 54 metros (177 pés).

## Demografia
Segundo o censo de 2001,  Pennadam  tinha uma população de 17,142 habitantes. Os indivíduos do sexo masculino constituem 51% da população e os do sexo feminino 49%. Pennadam tem uma taxa de literacia de 65%, superior à média nacional de 59.5%: a literacia no sexo masculino é de 73% e no sexo feminino é de 56%. Em Pennadam, 11% da população está abaixo dos 6 anos de idade.